# صموئيل برودر
صمويل برودر (ولد في عام 1945) هو طبيب أورام وباحث طبي أمريكي. كان أحد المشاركين في تطوير بعض الأدوية الأولى الفعالة لعلاج الإيدز، وكان مديرًا للمعهد الوطني للسرطان من عام 1989 إلى عام 1995.
خلال السنوات الأولى من ظهور الإيدز، شارك في تطوير الزيدوفودين (AZT)، والديدانوسين (ddI)، والزالسيتابين (ddC)، والتي كانت أول الأدوية الفعالة المرخصة لعلاج الإيدز. في عام 1989، عينه الرئيس رونالد ريغان مديرًا للمعهد الوطني للسرطان. وفي هذا المنصب أشرف على تطوير عدد من العلاجات الجديدة للسرطان بما في ذلك باكليتاكسيل (تاكسول). بعد مغادرة المعهد الوطني للسرطان، أصبح الدكتور برودر نائب الرئيس الأول للبحث والتطوير في شركة IVAX في فلوريدا، وهو المنصب الذي شغله حتى عام 1998 عندما انضم إلى شركة Celera Genomics. وهو الآن يشغل منصب كبير المسؤولين الطبيين في شركة سيليرا.
وقد حصل على عدد من الأوسمة عن أعماله بما في ذلك جائزة آرثر إس فليمنج وجائزة ليوبولد غريفيل.

## روابط خارجية
- Dr. Broder's Bio at Celera
- NIH Oral History of Dr. Broder's role in developing AIDS drugs نسخة محفوظة 30 أكتوبر 2016 على موقع واي باك مشين.